# Марафони Нової пошти
Марафони Нової пошти — серія бігових подій, організованих компанією Нова пошта для популяризації здорового способу життя та реалізації соціальних ініціатив. Заходи проводяться у різних містах України, залучаючи учасників різного віку та рівня підготовки.
Станом на 2024-й рік відбулось 58 марафонів (офлайн+онлайн). У 16 містах України були проведені офлайн-забіги, а 65 країн світу долучились онлайн. Загалом до офлайн забігів долучилося 114 050 учасників (з 2015), до онлайн забігів — 50 500 учасників (з 2020).

## Історія
У 2015 році компанія вперше провела напівмарафон у Полтаві, у 2016 році розширила географію до 3-х міст - Суми, Полтава, Черкаси. Пізніше марафони стали проводитись і в решті міст України.
Через пандемію COVID-19 у 2020-му році організатори змінили формат і весняний сезон вперше відбувся дистанційно. На забіги зареєструвалося понад 5 000 учасників з 25 областей України. Також взяли участь бігуни з 8 країн світу: США, Польщі, Великобританії, Ізраїлю, Росії, Нідерландів, Молдови та Білорусі. Офлайн забіги відновились у 2021-му році.
Від початку повномасштабного вторгнення Росії проведення марафонів офлайн також стало на паузу. 28-29 жовтня 2023 року в Києві на ВДНГ відбувся перший від початку повномасштабного вторгнення офлайн марафон під гаслом «Не зупиняйся!». У ньому взяли участь 4 600 бігунів.

## Спеціальні забіги
У рамках проєкту марафонів Нова пошта проводила спеціальні забіги, метою яких було привернення уваги до важливих питань суспільства та становища в Україні.
«Марафон для всіх» (проводився тричі з 2020 року). Це особливий забіг, який міг подолати кожен охочий за людину, яка через стан здоров'я, вік або інші життєві обставини не могла пробігти дистанцію самостійно, проте заслуговувала на марафонську медаль за свою стійкість і силу волі. У 2020 році дистанції за марафонців життя долали кур'єри Нової пошти. У жовтні 2021 року в «Марафон для всіх» взяли участь люди з 86 міст України.
«Найважчий забіг». Ветеран АТО Леонід Остальцев пробіг дистанцію у 10 кілометрів з військовою амуніцією вагою понад 30 кілограмів. Він присвятив це своєму загиблому побратиму Олексію Буслаєву, який загинув у 2015 році на Донеччині, та всім українським військовим, які сім років щодня долають «марафони» на фронті.
«Марафон у Нью-Йорку, який ніхто не хоче бігти» розпочався 7 листопада 2021 року в Нью Йорку — українському селищі, розташованому в Донецькій області, лише за кілометр від лінії фронту. В цей день проходив також один із наймасовіших у світі Нью-Йоркський марафон у США. Проєкт створений, щоб привернути увагу міжнародної спільноти до російської агресії на сході України. На забіг зареєструвалися понад 35 500 учасників з 57 країн світу.
«Ультрамарафон вдячності» стартував 11 серпня 2022 року на Михайлівській площі в Києві. У його межах рятувальник ДСНС України Володимир Сковородка за 14 днів здолав 800 кілометрів від Києва до столиці Польщі Варшави. Під час цього пробігу проводився збір коштів для столичних рятувальників — зібрано майже 500 тисяч гривень.
«Найдовший у світі марафон» — це благодійний забіг, який організувала Нова пошта 29 жовтня 2023, щоб підтримати тих, хто понад 9 років захищає, рятує, лікує і наближає перемогу України. Кожен учасник біг дистанцію за свого героя та присвячував йому свою медаль. До благодійного забігу на честь українських героїв долучились 14 000 людей з 65 країн світу.

## Перший безбар'єрний марафон
Перший безбар'єрний марафон Нової пошти пройшов 21-22 вересня 2024 року на території Національного експоцентру в Києві. У заході взяли участь понад 5000 людей із 40 країн, серед яких було 500 представників маломобільних груп населення. Учасники могли обрати різні дистанції 5 км, 10 км, 21 км, 42 км, а також дитячі забіги на 500 і 100 метрів.
Марафон мав на меті зробити біг доступним для всіх. Серед учасників були люди з порушеннями слуху і зору, ті, хто пересувається на колісних кріслах, із протезами, батьки з дітьми у візочках, літні люди та бігуни з домашніми улюбленцями.
Для зручності і безбар'єрності, на локації Нова пошта провела різні покращення: знижено бордюри, вирівняно асфальт, встановлено зручні стійки для реєстрації та нагородження, адаптовані вказівники. Перекладачі жестової мови забезпечували доступ до інформації людей з порушеннями слуху, а для людей із порушеннями зору забезпечено аудіокоментарі. Для батьків з маленькими дітьми облаштували зону зі сповивальним столиком і засобами гігієни. На трасі й у стартовому містечку створили зони для домашніх тварин з водою і смаколиками.
Вперше на марафоні було використано новий сигнал «Старт без пострілу», розроблений Новою поштою разом із науковцями та дослідниками ПТСР, звуковими художниками та дизайнерами з України та закордону, який замінив традиційний постріл.
Окремою подією став спеціальний «Забіг за двох», організований на підтримку поранених військових, які проходять реабілітацію. Заради них понад 500 учасників пробігли символічний 1 кілометр у Києві на ВДНГ, а також дистанційно в різних країнах на п'яти континентах, зокрема в Австралії, Північній Америці, Антарктиді (на станції «Академік Вернадський»), Великій Британії, Японії та Новій Зеландії.